# نییرچاساری
نییرچاساری (به مجاری:  Nyírcsászári) یک شهرداری در مجارستان است که در ناحیه نییرباتور واقع شده‌است. نییرچاساری ۱۳٫۲ کیلومتر مربع مساحت و ۱٬۱۸۰ نفر جمعیت دارد.